# Bulgarische Eishockeyliga 1967/68
Die Saison 1967/68 war die 16. Spielzeit der bulgarischen Eishockeyliga, der höchsten bulgarischen Eishockeyspielklasse. Meister wurde zum ersten Mal in der Vereinsgeschichte Metalurg Pernik.

## Modus
Der Erstplatzierte der Hauptrunde wurde Meister.

## Hauptrunde
|    | Klub               |
| -- | ------------------ |
| 1. | HK Metalurg Pernik |
| 2. | HK ZSKA Sofia      |
| 3. | HK Lewski Sofia    |
| 4. | HK Slawia Sofia    |
| 5. | Akademik Sofia     |
| 6. | Lokomotive Sofia   |
| 7. | Sredez Sofia       |
| 8. | DZS Elin Pelin     |

Sp = Spiele, S = Siege, U = unentschieden, N = Niederlagen, OTS = Overtime-Siege, OTN = Overtime-Niederlage, SOS = Penalty-Siege, SON = Penalty-Niederlage